# Salmo Unplugged
Salmo Unplugged è l'undicesimo album e il terzo album dal vivo del rapper italiano Salmo prodotto da Amazon music prodotto Amazon Original, pubblicato il 29 maggio 2023 dalla Columbia Records YouTube e Prime Video come video di un live dove Salmo reinterpreta alcune canzoni dal suo catalogo in chiave unplugged insieme alla sua band composta da: Verano (tastiera), Frenetik (chitarra/cori/Banjo/percussioni), Jacopo Volpe (batteria/percussioni), Marco Azara (Chitarra), Davide Pavanello (Basso) e Carmine Iuvone (violoncello). ripreso dal regista Andrea Folino e REEF Studios in presa diretta successivamente in una terrazza suggestiva sul golfo della Costa Smeralda nel Baja Sardinia Ritual Club mentre il tramonto sfocia nel crepuscolo. Distribuito in formato vinile e in streaming su Amazon Music, per poi venir pubblicato sulle restanti piattaforme digitali e streaming.

## Tracce
1. 90min – 4:40
2. Aldo ritmo – 3:02
3. Criminale – 3:08
4. La prima volta – 3:07
5. Lunedì – 3:07
6. Marla/Black Widow – 5:31
7. Il senso dell'odio – 3:03
8. Il cielo nella stanza – 3:25
9. L'alba – 3:10
10. A Dio – 3:02